# Iso-Harte
Iso-Harte är en ö i Finland. Den ligger i Skärgårdshavet och i kommunen Nådendal i den ekonomiska regionen  Åbo ekonomiska region i landskapet Egentliga Finland, i den sydvästra delen av landet. Ön ligger omkring 14 kilometer väster om Åbo och omkring 160 kilometer väster om Helsingfors.
Öns area är 10,7 hektar och dess största längd är 0,5 kilometer i sydväst-nordöstlig riktning. Ön höjer sig omkring 10 meter över havsytan.